# 秀修尼 (愛達荷州)
秀修尼（英語：Shoshone）是一個位於美國愛達荷州林肯縣的城市。根據2010年美國人口普查，該地人口為1461人，而該地的面積約為3.10平方千米。同時該地也是林肯縣的縣治。

## 地理
秀修尼的座標為42°52′12″N 114°24′28″W / 42.87000°N 114.40778°W，而該地的平均海拔高度為1208米（即3963英尺）。